# FIA-Formel-E-Weltmeisterschaft 2025/26
Die FIA-Formel-E-Weltmeisterschaft 2025/26 wird die zwölfte Saison der FIA-Formel-E-Weltmeisterschaft und die sechste, die offiziell als Weltmeisterschaft ausgetragen wird, sein. Sie wird am 6. Dezember 2025 in São Paulo beginnen, somit im zweiten Jahr in Folge wieder kalenderjahrübergreifend sein, und wird am 16. August 2026 in London enden. Die Saison wird 18 Rennen umfassen.

## Änderungen 2025/26

### Rennen
Wieder zurück im Rennkalender ist mit Madrid ein E-Prix in Spanien, nachdem der letzte 2021 in Valencia stattfand. Bisher unbestätigt ist der Jakarta E-Prix, welcher einen der beiden freien Slots im Mai & Juni noch übernehmen könnte. Der Miami E-Prix welchselt vom Homestead-Miami Speedway auf den Miami International Autodrome, der auch den Großen Preis von Miami austrägt.

### Teams
Nach drei Saisons wird das McLaren Formula E Team nicht mehr an den Start gehen, womit es diese Saison zehn Teams geben wird.

### Fahrer
Nick Cassidy verlässt nach zwei Saisons das Jaguar TCS Racing, ohne bekannt gegeben zu haben zu welchem Team er wechseln wird.
Robin Frijns verließ Envision Racing am Ende der Saison 2024/25, nachdem sie sechs gemeinsame Saisons in zwei Abschnitten verbracht hatten.

## Rennkalender
In der Saison 2025/26 sollen 18 Rennen in zwölf Städten ausgetragen werden.
| Nr. | Datum            | Veranstaltung (Rennstrecke)        | Erster | Zweiter | Dritter | Pole-Position | Schnellste Runde | Gesamtführung | Gesamtführung |
| Nr. | Datum            | Veranstaltung (Rennstrecke)        | Erster | Zweiter | Dritter | Pole-Position | Schnellste Runde | Fahrer        | Team          |
| --- | ---------------- | ---------------------------------- | ------ | ------- | ------- | ------------- | ---------------- | ------------- | ------------- |
| 01  | 6. Dezember 2025 | São Paulo E-Prix (São Paulo)       |        |         |         |               |                  |               |               |
| 02  | 10. Januar       | Mexiko-Stadt E-Prix (Mexiko-Stadt) |        |         |         |               |                  |               |               |
| 03  | 31. Januar       | Miami E-Prix (Miami)               |        |         |         |               |                  |               |               |
| 04  | 13. Februar      | Dschidda E-Prix (Dschidda)         |        |         |         |               |                  |               |               |
| 05  | 14. Februar      | Dschidda E-Prix (Dschidda)         |        |         |         |               |                  |               |               |
| 06  | 21. März         | Madrid E-Prix (Madrid)             |        |         |         |               |                  |               |               |
| 07  | 2. Mai           | Berlin E-Prix (Berlin)             |        |         |         |               |                  |               |               |
| 08  | 3. Mai           | Berlin E-Prix (Berlin)             |        |         |         |               |                  |               |               |
| 09  | 16. Mai          | Monaco E-Prix (Monaco)             |        |         |         |               |                  |               |               |
| 10  | 17. Mai          | Monaco E-Prix (Monaco)             |        |         |         |               |                  |               |               |
| 11  | 30. Mai          | N. N.                              |        |         |         |               |                  |               |               |
| 12  | 20. Juni         | N. N.                              |        |         |         |               |                  |               |               |
| 13  | 4. Juli          | Shanghai E-Prix (Shanghai)         |        |         |         |               |                  |               |               |
| 14  | 5. Juli          | Shanghai E-Prix (Shanghai)         |        |         |         |               |                  |               |               |
| 15  | 25. Juli         | Tokio E-Prix (Tokio)               |        |         |         |               |                  |               |               |
| 16  | 26. Juli         | Tokio E-Prix (Tokio)               |        |         |         |               |                  |               |               |
| 17  | 15. August       | London E-Prix (London)             |        |         |         |               |                  |               |               |
| 18  | 16. August       | London E-Prix (London)             |        |         |         |               |                  |               |               |